# Castelo des Mesnuls

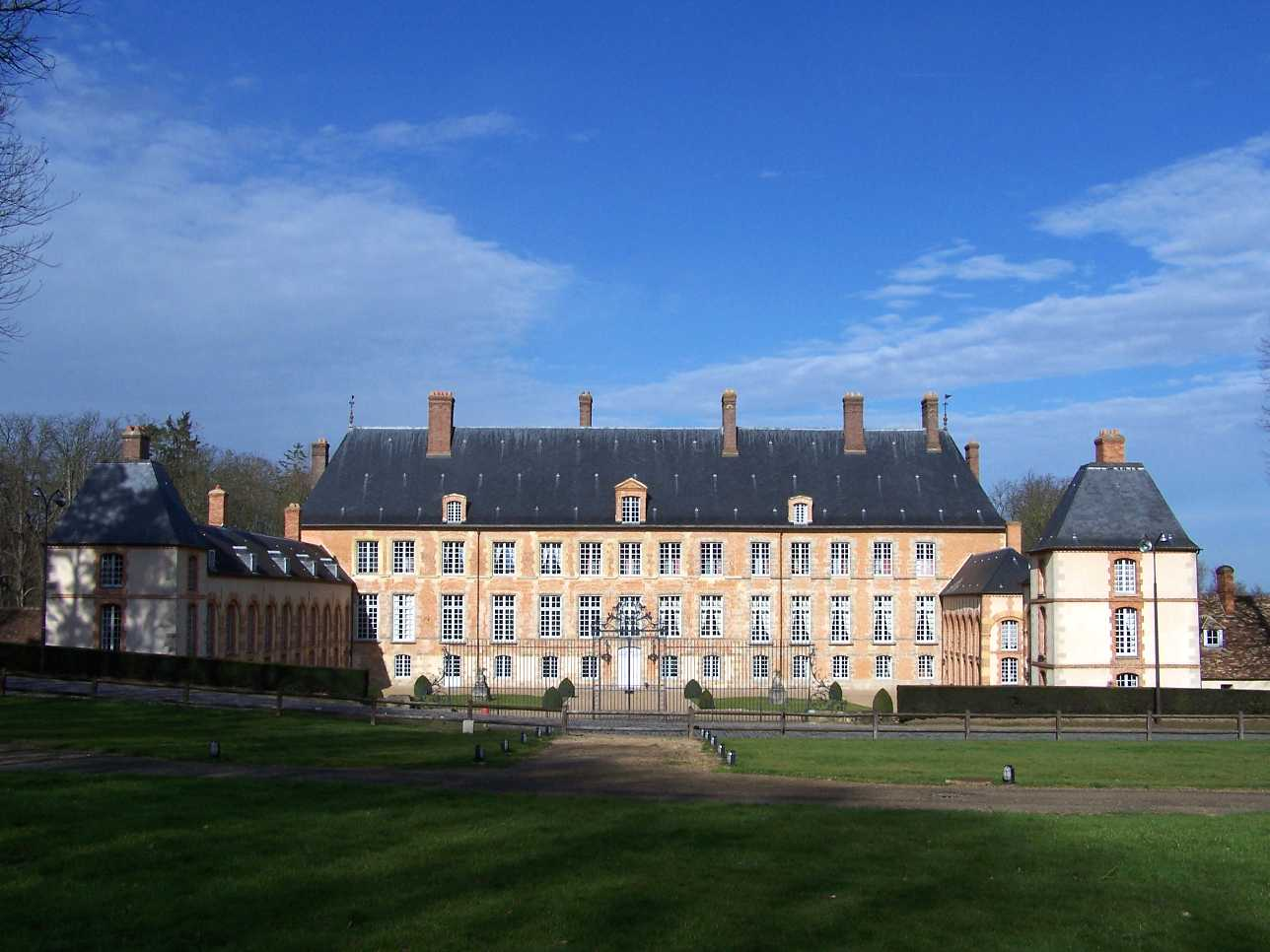
Fachada principal do Château des Mesnuls.

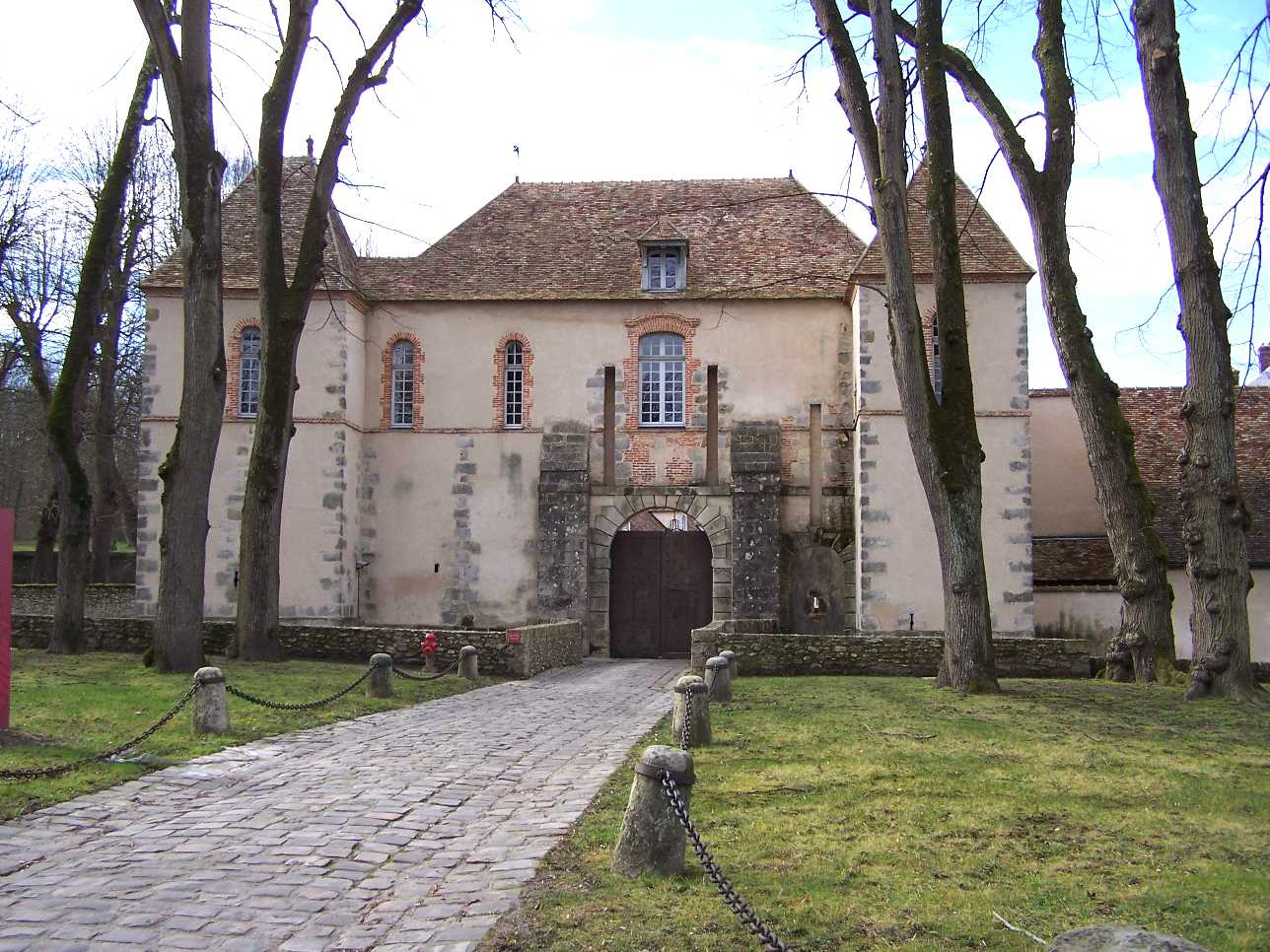
Portaria.

O Château des Mesnuls é um palácio francês, em estilo Renascença, construído em pedra e tijolo. Fica situado na comuna de Mesnuls, departamento dos Yvelines.

## História
As obras de construção do Château des Mesnuls tiveram início no século XVI.
Em 1731, o château é totalmente acabado, embora ainda viessem a surgir algumas modificações durante o século XIX.
O Château des Mesnuls e o seu parque, resgatado, em primeiro lugar, pela Sociedade Thomson e tendo pertencido de seguida ao Grupo Thales, é actualmente propriedade da empresa Châteauform, que ali organiza seminários e reuniões de negócios.

## Arquitectura
- O gradeamento em ferro forjado que se situa em frente ao palácio, ali colocada em 1795, provém do Château de Saint-Hubert, em Perray-en-Yvelines.
- A grande escadaria interior veio dum château de Courcelles, no departamento de Sarthe.

### Elementos a ver
Na arquitectura do palácio destacam-se:
- as fachadas e os perfis;
- a grande escadaria interior e os telhados à francesa do corpo principal do edifício;
- a portaria e a orangerie;
- o tanque do pátio de honra (cour d'honneur);
- a balaustrada perfurada do grande terraço;
- os restos arquitectónicos do grande tanque.

## Galeria de imagens do Château des Mesnuls

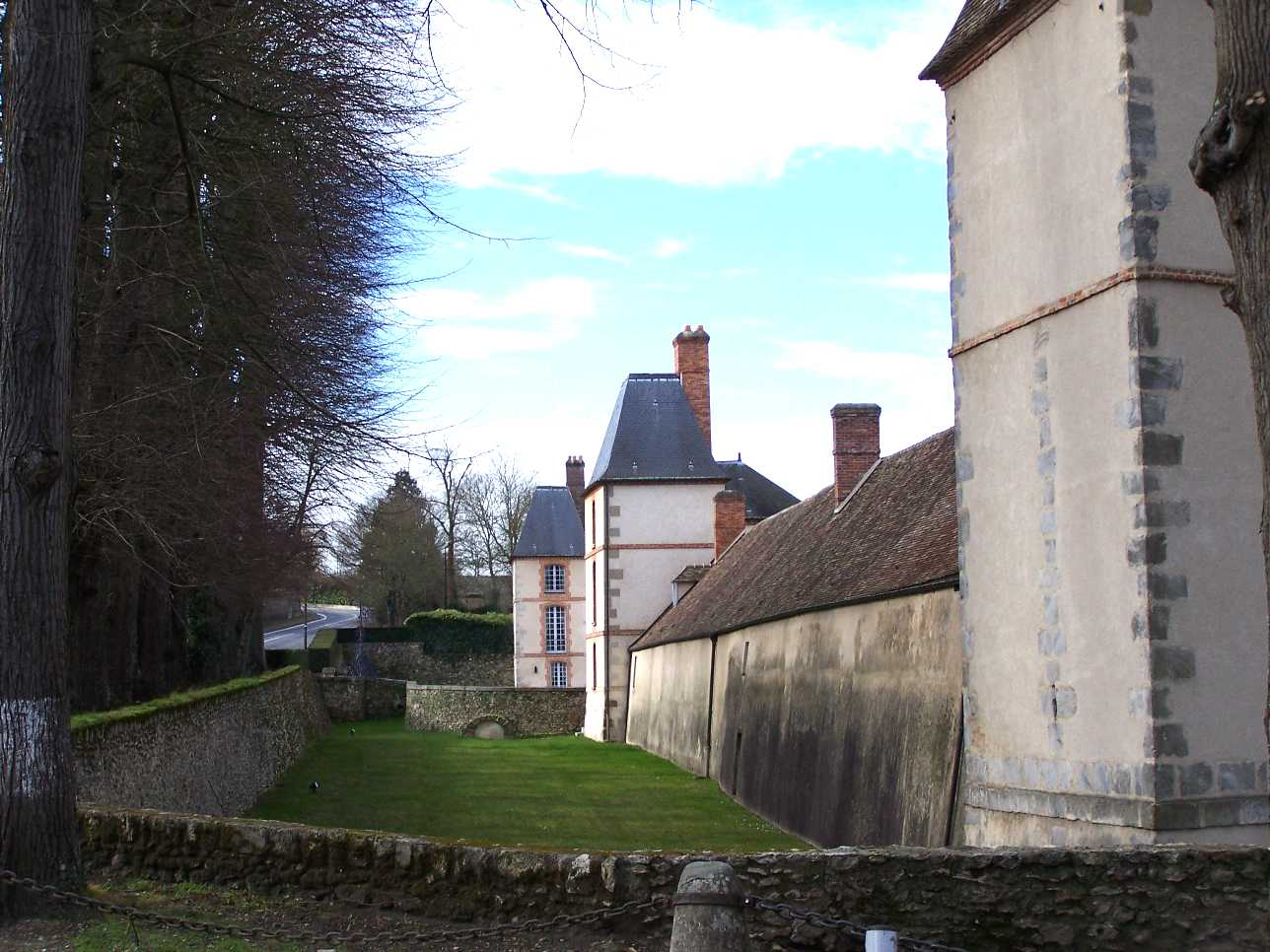
Fossos
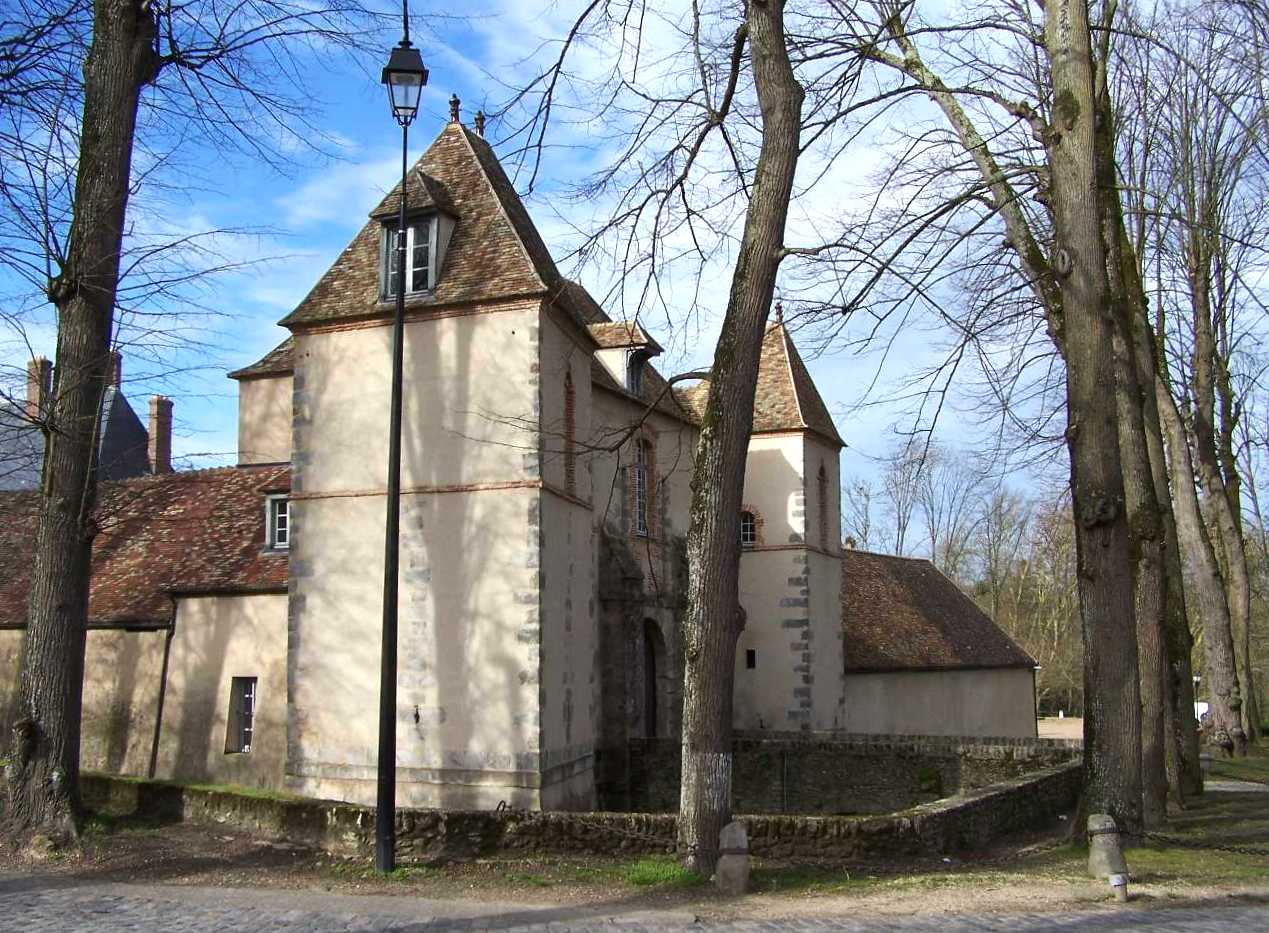
Vista lateral da portaria
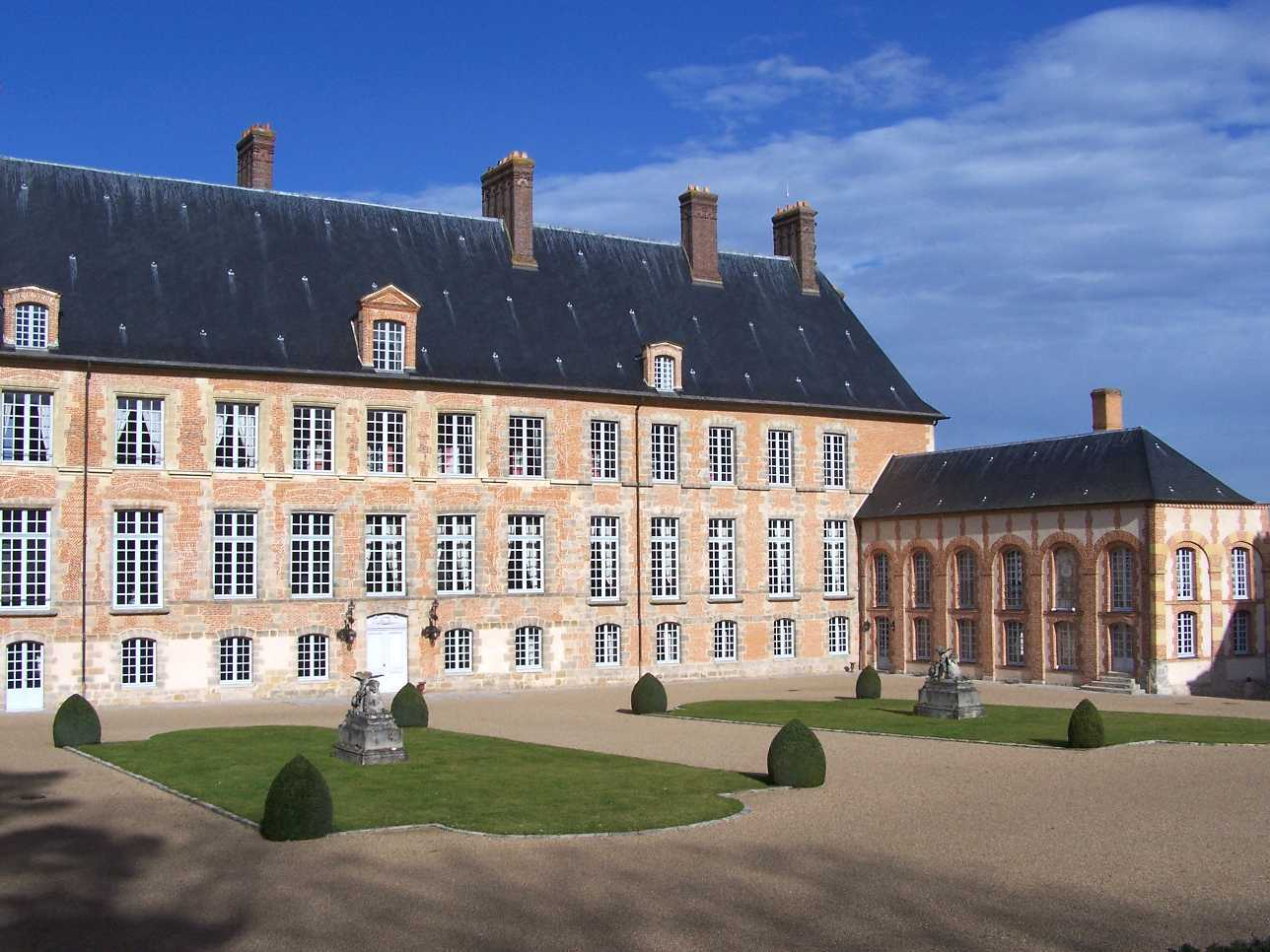
Vista parcial da fachada
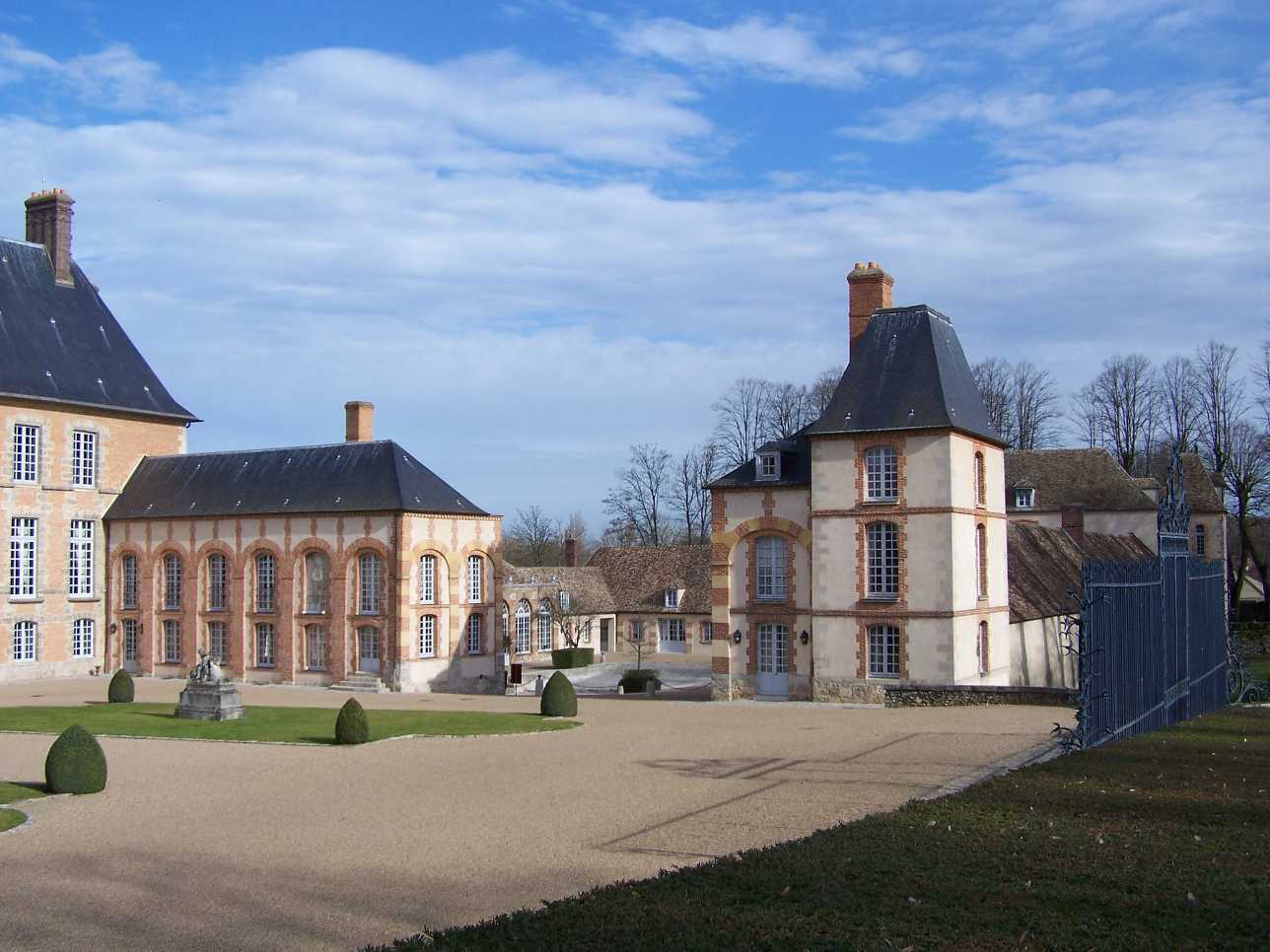
Vista parcial
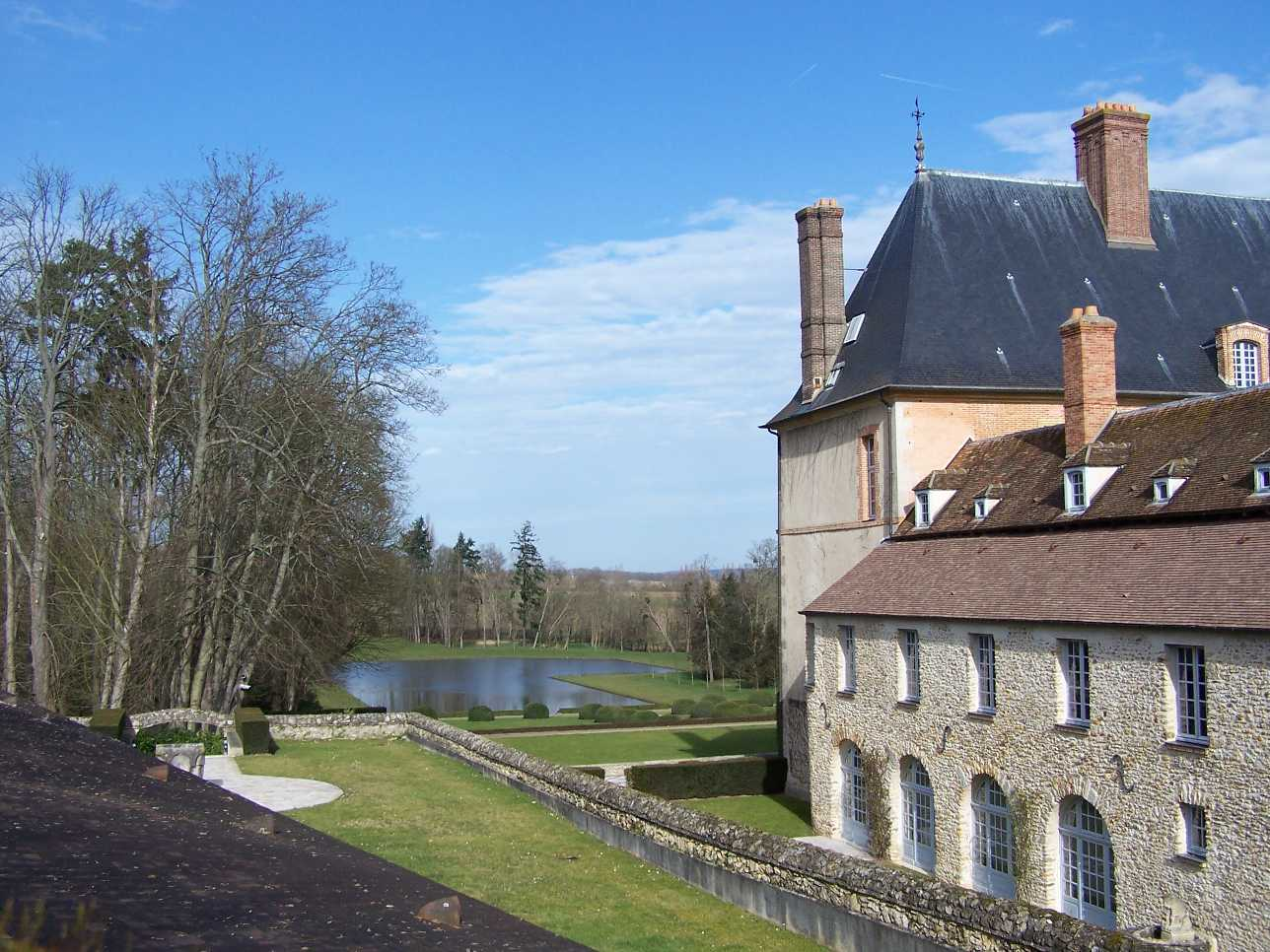
Vista parcial do parque